# Huracà Fred (2009)
L'Huracà Fred va ser un dels grans huracans que es van formar més orientals a la conca de l'Atlàntic Nord des que es van disposar d'observacions per satèl·lit. Formant-se a partir d'una forta onada tropical el 7 de setembre de 2009 prop de les illes de Cap Verd, Fred es va organitzar gradualment dins d'una àrea de cisalla del vent moderada. L'endemà, la disminució de la cisalla va permetre que la tempesta s'intensifiqués i desenvolupés característiques de bandes convectives ben organitzades. Més tard, el 8 de setembre, Fred va assolir la intensitat d'huracà i va experimentar una ràpida intensificació durant la nit, aconseguint la seva intensitat màxima com a fort huracà de categoria 3 amb vents de 120 mph (195 km/h) i una pressió baromètrica de 958 mbar (hPa; 28,29 inHg). Poc després d'arribar a aquesta intensitat, l'huracà va començar a debilitar-se a mesura que augmentava la cisalla del vent i l'aire sec va dificultar el desenvolupament convectiu.

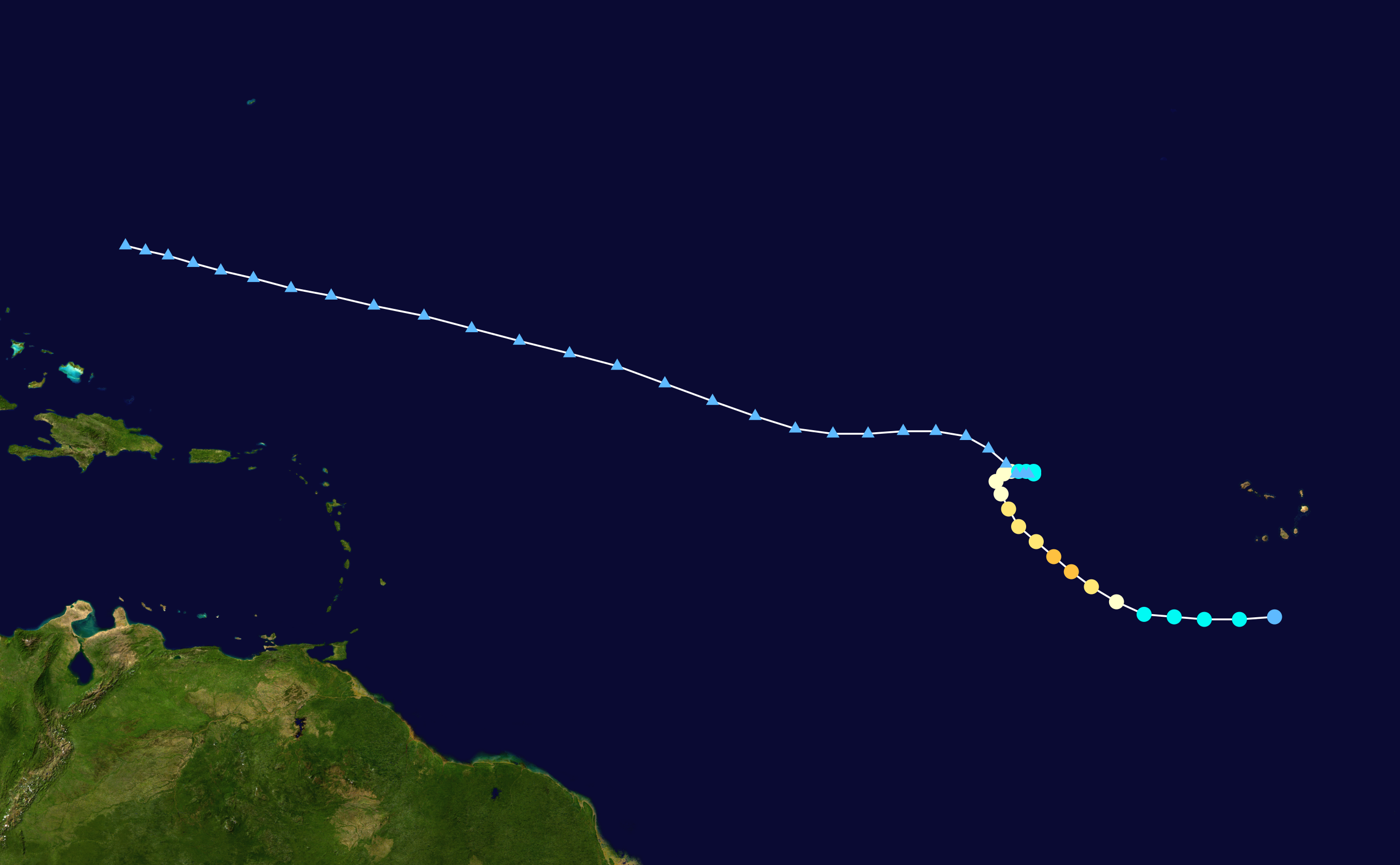
Trajectòria de Fred.